# Way Down In The Hole
"Way Down In The Hole" es una canción compuesta por Tom Waits. Pertenece a su álbum Franks Wild Years (1987).
La canción fue usada como tema principal en la serie de HBO The Wire. Una versión distinta de la canción fue usada en cada temporada de la serie. En la primera temporada la canción es versionada por The Blind Boys of Alabama, por Tom Waits en la segunda temporada, por The Neville Brothers en la tercera temporada, por DoMaJe en la cuarta temporada y por Steve Earle en la quinta temporada.
La versión de la cuarta temporada la cantan adolescentes de Baltimore, Ivan Ashford, Markel Steele, Cameron Brown, Tariq Al-Sabir y Avery Bargasse.